# Requienella
Requienella es un género de hongos liquenizados en la familia Requienellaceae.